# Leptochilus lucidus
Leptochilus lucidus är en stekelart som först beskrevs av Giordani Soika 1941.  Leptochilus lucidus ingår i släktet Leptochilus och familjen Eumenidae. Utöver nominatformen finns också underarten L. l. fasciatulus.